# Cestující (film, 2008)
Cestující, v anglickém originálu Passengers, je americko-kanadský mysteriózní psychologicko-dramatický snímek z roku 2008, který je také někdy označován jako romanticko-mysteriózní thriller, režiséra Rodriga Garcíi s Anne Hathawayovou a Patrickem Wilsonem v hlavní roli.

## Děj
Děj filmu začíná leteckou katastrofou velkého dopravního letounu. Mladá doktorka psychologie Claire Summersová (Anne Hathawayová) dostane od svého učitele za úkol psychoterapeutickou práci s cestujícími, kteří tuto katastrofu přežili. Claire se s několika přeživšími cestujícími pravidelně schází, nicméně naráží na jejich rozporuplné vzpomínky a výpovědi. Nejvíce je trápí uzavřený mladý muž Eric (Patrick Wilson), kterému věnuje zvýšený zájem i péči. Jejich vzájemná náklonnost však postupně přeroste v lásku i intimní vztah. Vyšetřování komplikuje zástupce letecké společnosti (David Morse), v jejím okolí se dějí stále velmi podivné a nevysvětlitelné věci, zjevují se neznámí lidé i zvířata, zbylí cestující začínají postupně jeden po druhým mizet, neznámo kam zmizí i její vlastní sestra. Claire je však pečlivá a touží všechny tyto tajemné záhady objasnit a prošetřit. V závěru filmu však dojde k děsivému zjištění, že všechny osoby, se kterými se po katastrofě stýkala jsou mrtví lidé, včetně jejího milého Erica. Na seznamu cestujících nakonec objeví i sama sebe a vzpomene si na to, že i ona sama seděla v době nehody v letounu na sedadle vedle Erica. Od svého milého Erica se nakonec dozví, že jsou vlastně všichni mrtví a že nikdo, včetně jí samotné, tuto katastrofu nepřežil.

## Hrají
- Anne Hathawayová
- Patrick Wilson
- David Morse
- William Davis
- Clea DuVall
- Dianne Wiest
- Chelah Horsdal
- Ryan Robbins
- Andre Braugher
- Claire Smithies